# Run (Amy-Macdonald-Lied)
Run ist die fünfte und gleichzeitig letzte Singleauskopplung der britischen Sängerin Amy Macdonald aus ihrem ersten Studioalbum This Is the Life. Das Lied wurde am 3. März 2008 im Vereinigten Königreich veröffentlicht. Geschrieben wurde das Lied von Amy Macdonald selbst, produziert wurde es von Pete Wilkinson. Auf dem Cover trägt sie ein schwarz-weiß gestreiftes Oberteil und schaut dem Betrachter direkt in die Augen. Bei der 3-Track-Single sind zusätzlich noch die Lieder Youth of Today (Live from SWR3 New Pop Festival 2008), Dancing in the Dark (Live from SWR3 New Pop Festival 2008) und das Musikvideo zu Run als B-Seiten enthalten und bei der 2-Track-Single ist das Lied Rock n Roll Star (Acoustic) als B-Seite enthalten.

## Lied
laut.de brachte in der Rezension zum Album dieses Lied als Beispiel dafür, dass Amy Macdonald mit ihrer Stimme in höheren Lagen häufig in schrille Töne abgleiten würde und beschrieb es als „melodramatisch“. Beim Schreiben stellte sich Amy Macdonald vor, wie Brandon Flowers, der Sänger von The Killers das Lied singen würde.

## Musikvideo
Im Video dazu wartet sie in einer verlassenen Gegend am Straßenrand, läuft dann durch den Wald, streichelt ein Pferd und steht nachts am Lagerfeuer.

## Charts und Chartplatzierungen
| ChartsChartplatzierungen     | Höchstplatzierung | Wochen |
| ---------------------------- | ----------------- | ------ |
| Deutschland (GfK)            | 36 (9 Wo.)        | 9      |
| Vereinigtes Königreich (OCC) | 75 (1 Wo.)        | 1      |